# 乌鲁木齐市第八中学
43°47′47″N 87°37′30″E / 43.79632°N 87.62493°E
乌鲁木齐市第八中学，原称新疆省立迪化女子学校、新疆女校，是一所位于新疆乌鲁木齐市天山区东风路125号的重点中学。

## 特色
1916年，湖北贺彦徽在乌鲁木齐旧城满城街西二道巷创办了新疆第一所女子学校，时称省立迪化女子学校，又称新疆女校。1937年，学校更名为省立迪化女子中学。1938年，朱旦华被派往新疆工作，在该校担任教导主任。1943年，改称新疆女子学院。1946年，改为省立迪化第一女中。1952年改名迪化第一女子中学。1959年9月，被认定为自治区重点中学。1960年8月男女合校，学校更名为乌鲁木齐市第八中学。
2016年9月27日，学校迎来百年华诞，并举行首任校长贺彦徽雕像落成揭幕仪式。

## 活动
2004年开始，学校开展武术操的活动与课程。